# Union Agriculture Group
Union Agriculture Group (UAG) najveća je urugvajska poljoprivredna tvrtka s više od 100 stočarskih pogona na 180.000 hektara. Osnovao ju je urugvajski poduzetnik Juan Sartori 2008. u Montevideu, gdje se nalazi središte tvrtke. Tvrtka u zakupu ima 1% ukupnih poljoprivrednih površina u Urugvaju i oko 85.000 grla divljih goveda. Svoje podružnice ima u svim većim urugvajskim gradovima i sjedištima departmana.
Tvrtka je 2008. osnovana za proizvodnju borovnica, a ubrzo je poslovanje proširila i na uzgoj riže, soje i žitarica te stočarstvo i govedarstvo. Osim što veći dio proizvoda sama proizvodi, jedan dio otkupljuje i od obiteljskih poljoprivrednih gospodarstava diljem zemlje. Tvrtka se bavi i prijevozom poljoprivrednih dobara te njihovim plasmanom na domaće tržište.